# Цивільна дієздатність
Цивільна дієзда́тність — це здатність своїми діями набувати для себе цивільні права і самостійно їх здійснювати, а також здатність своїми діями створювати для себе цивільні обов'язки, самостійно їх виконувати та нести відповідальність у разі їх невиконання.
Дієздатність, на відміну від правоздатності, залежить від фізичного стану, віку особи, а також інших особистих якостей людини, що з'являються у неї в міру розумового, фізичного, соціального розвитку.
Як правило, у більшості галузей права дієздатність і правоздатність збігаються в одній особі, вони нероздільні, крім цивільного (і частково сімейного) права, де недієздатна людина може бути суб'єктом конкретних правовідносин.
Дієздатність людини зростає поступово, з віком. Так, із 6 років дитина може вступати до дитячої громадської організації, у 14 років за згодою батьків піти на роботу, у 16 років людина може бути притягнута до адміністративної відповідальності, у 18  — отримує право брати участь у виборах,  тощо. Саме з досягненням повноліття  — 18-річного віку  — людина набуває повної дієздатності в більшості[які?] галузей права.

## Ступені дієздатності
У цивільному праві є градація різних ступенів дієздатності:
- часткова дієздатність: до 14 років;
- неповна дієздатність: 14—18 років;
- повна дієздатність настає з моменту повноліття — з 18 років.

Законодавством передбачена можливість оголосити неповнолітнього, який досяг 16 років, повністю дієздатним, якщо він працює за трудовим договором. Оголошення неповнолітнього повністю дієздатним (акт емансипації) проводиться за рішенням органу опіки і піклування — за згодою батьків, усиновлювачів або піклувальника, а в разі відсутності такої згоди — за рішенням суду.

## Обмежена дієздатність та недієздатність
Обмеження у дієздатності відбувається рішенням суду у зв'язку з існуванням однієї із таких обставин:
1) психічним розладом особи, що істотно впливає на її здатність усвідомлювати значення своїх дій та (або) керувати ними;
2) зловживанням спиртними напоями, наркотичними засобами, токсичними речовинами тощо, що призводить до скрутного матеріального становища самої особи або її сім'ї, а також інших осіб, яких вона зобов'язана утримувати.
Цивільна дієздатність фізичної особи може бути поновлена у двох випадках:
а) у разі видужання особи або такого поліпшення її психічного стану, який відновив у повному обсязі її здатність усвідомлювати значення своїх дій та (або) керувати ними;
б) якщо є дані про припинення зловживання спиртними напоями, наркотичними засобами, токсичними речовинами тощо.
Фізична особа може бути визнана недієздатною у зв'язку з тим, що особа хворіє на психічний розлад, що має стійкий хронічний характер, унаслідок чого не здатна усвідомлювати значення своїх дій та (або) керувати ними.
Ніхто не може бути обмежений у дієздатності інакше як за рішенням суду і відповідно до закону. Відсутність у дітей і психічно хворих власної дієздатності заміняється дієздатністю інших, спеціально визначених осіб — батьків, опікунів або піклувальників. Отже, правосуб'єктність — категорія цільна, і в галузі цивільного права вона також утворює єдність правоздатності і дієздатності: тут замість правоздатної, але недієздатної особи може виступати її законний представник.

## Деліктоздатність
Деліктоздатність — це здатність нести відповідальність за вчинені правопорушення. У деяких випадках деліктоздатність передує настанню повної дієздатності. Наприклад, кримінальній відповідальності підлягають особи, яким на момент вчинення злочину виповнилось 14 років. Адміністративна відповідальність настає з 16 років. Варто уваги те, що, не досягши повної дієздатності, ці особи є деліктоздатними.
Передумовою деліктоздатності є осудність, тобто здатність у момент вчинення суспільно небезпечного діяння усвідомлювати свої дії і керувати ними.